# Élections législatives srilankaises de 2020
Les élections législatives srilankaises de 2020 ont lieu de manière anticipée le 5 août 2020 afin de renouveler les 225 députés du Parlement du Sri Lanka. Le scrutin a lieu après deux reports dans la même année.
Le président Gotabaya Rajapaksa, élu en novembre 2019, décide de dissoudre l'assemblée le 3 mars 2020 au lieu d'attendre le mois d'août, pour tenter d'obtenir une majorité parlementaire. Initialement prévues pour le 25 avril, les élections sont cependant reportées moins d'un mois avant le scrutin en raison de la pandémie de COVID-19 qui touche alors le pays. Le scrutin est ensuite fixé au 20 juin puis au 5 août.
L'alliance du Front du peuple du nouveau président Gotabaya Rajapaksa remporte la majorité absolue des sièges et reconduit Mahinda Rajapakse au poste de Premier ministre. Le Parti national uni, qui disposait de la majorité relative durant la législature sortante, perd presque tous ses sièges, victime de ses divisions.

## Contexte

### Crise constitutionnelle de 2018
Le 9 novembre 2018, lors de la crise constitutionnelle srilankaise de 2018, le président Maithripala Sirisena dissout le parlement et convoque des législatives anticipées pour le 5 janvier 2019. Le 13 novembre, la Cour suprême annule la dissolution. Le 13 décembre, celle-ci confirme cette décision, estimant que le président ne possède pas le droit de dissoudre la chambre.
Gotabaya Rajapaksa est élu président de la République le 16 novembre 2019, face à Sajith Premadasa, qui était soutenu par les minorités musulmane et tamoule. Il prend ses fonctions le 18 novembre. Le 21 novembre, après la démission du Premier ministre sortant Ranil Wickremesinghe, le nouveau président nomme son frère Mahinda Rajapakse comme Premier ministre. 
Le président décide de dissoudre l'assemblée le 4 mars, au lieu d'attendre le mois d'août, pour tenter d'obtenir rapidement une majorité, et les élections sont fixées au 25 avril,.

### Pandémie de Covid-19
Un mois avant le scrutin, les élections sont cependant reportées à une date indéterminée en raison de la pandémie de COVID-19 qui touche alors le pays. Le 22 avril, la commission électorale décide de fixer la date au 20 juin 2020, un délai que le nombre de cas ne permet néanmoins pas de tenir. La commission électorale estime en effet nécessaire un espacement de dix semaines entre le feu vert des autorités sanitaires et la tenue du scrutin, entrainant un nouveau report au 5 août. La décision de la commission, prise le 9 juin, intervient peu après le rejet par la Cour suprême d'un recours de l'opposition visant à annuler la dissolution de mars, ainsi que de la tenue d'une fausse élection dans le district de Galle visant à tester les mesures de précaution sanitaires. Le pays compte alors 1859 cas de coronavirus, pour un total de 11 morts,.

## Système électoral
Le Parlement du Sri Lanka est un parlement unicaméral doté de 225 sièges pourvus pour des mandats de six ans au scrutin proportionnel plurinominal avec listes ouvertes. Sur ce total, 196 sièges  sont répartis dans 22 circonscriptions électorales de 4 à 20 sièges chacune en fonction de leur population, avec un minimum de 4 sièges pour chacune des 9 Provinces du Sri Lanka. Un seuil électoral de 12,5 % s'applique dans ces circonscriptions, où seuls les partis ayant dépassé un huitième des suffrages peuvent recevoir des sièges. Les 29 sièges restants sont quant à eux pourvus dans une unique circonscription nationale et répartis entre les partis en proportion de l'ensemble de leurs suffrages réunis. Les électeurs ont également la possibilité d'effectuer jusqu'à trois votes préférentiels pour des candidats de la liste choisie afin de faire monter leurs places dans celle-ci.

### Système d'alliance
Le Sri Lanka étant une ancienne colonie britannique, et un ancien dominion du Commonwealth, le pays pratique le système de Westminster, qui s'appuie fortement sur le bipartisme, avec un parti vainqueur dont le chef devient le nouveau Premier ministre, et un chef de l'opposition désigné par le principal parti de l'opposition. Comme le mode de scrutin proportionnel rend très difficile pour un parti politique d'obtenir seul la majorité parlementaire, le pays fonctionne avec des alliances de partis. 
Pendant les 30 ans de la guerre civile du Sri Lanka, le pays était partagé entre 2 alliances :
- La gauche socialiste représentée par l'Alliance de la liberté du peuple uni, anciennement Alliance du peuple.
- La droite conservatrice représentée par le Front national uni pour la bonne gouvernance, dont les anciens noms étaient l'United National Front, et l'United National Party.

Depuis 2009 et la victoire de Mahinda Rajapakse contre les Tigres Tamouls, le pays a toujours été dirigé par l'Alliance de la liberté du peuple uni. Plusieurs courants se sont néanmoins formés dans l'alliance :
- le Sri Lanka Podujana Peramuna se regroupe autour de Mahinda Rajapakse ; social-démocrate, et nationaliste bouddhiste
- le Parti de la liberté du Sri Lanka se regroupe autour de Maithripala Sirisena ; socialiste

### Forces en présences
| Parti | Parti                                      | Idéologie                                                                               | Chef de file             | Résultat en 2015             |
| ----- | ------------------------------------------ | --------------------------------------------------------------------------------------- | ------------------------ | ---------------------------- |
|       | Parti national uni Eksath Jāthika Pakshaya | Centre droit Conservatisme, libéralisme économique, démocratie directe                  | Ranil Wickremesinghe     | 45,66 % des voix 106 députés |
|       | Sri Lanka Podujana Peramuna                | Centre gauche à centre droit Social-démocratie, nationalisme bouddhiste Singhalais (en) | Mahinda Rajapakse        | 42,38 % des voix 95 députés  |
|       | Janatha Vimukthi Peramuna                  | Extrême gauche Communisme, marxisme-léninisme                                           | Anura Kumara Dissanayaka | 4,87 % des voix 6 députés    |
|       | Ilankai Tamil Arasu Kachchi                | Centre gauche Nationalisme tamoul, fédéralisme                                          | Rajavarothiam Sampanthan | 4,62 % des voix 16 députés   |
|       | Samagi Jana Balawegaya                     | Centre droit Conservatisme, libéralisme économique, démocratie directe                  | Sajith Premadasa         | Nouveau                      |

## Résultats
|                           |                                     |            |       |           |           |        |               |  |  |  |  |  |  |  |
| Parti                     | Parti                               | Voix       | %     | Sièges    | Sièges    | Sièges | +/-           |  |  |  |  |  |  |  |
| Parti                     | Parti                               | Voix       | %     | Districts | Nationaux | Total  | +/-           |  |  |  |  |  |  |  |
|                           | Sri Lanka Podujana Peramuna         | 6 853 690  | 59,09 | 128       | 17        | 145    | 50            |  |  |  |  |  |  |  |
|                           | Samagi Jana Balawegaya              | 2 771 980  | 23,90 | 47        | 7         | 54     | Nv            |  |  |  |  |  |  |  |
|                           | Janatha Vimukthi Peramuna           | 445 958    | 3,84  | 2         | 1         | 3      | 3             |  |  |  |  |  |  |  |
|                           | Ilankai Tamil Arasu Kachchi         | 327 168    | 2,82  | 9         | 1         | 10     | 6             |  |  |  |  |  |  |  |
|                           | Parti national uni                  | 249 435    | 2,15  | 0         | 1         | 1      | 105           |  |  |  |  |  |  |  |
|                           | All Ceylon Tamil Congress           | 67 766     | 0,58  | 1         | 1         | 2      | 2             |  |  |  |  |  |  |  |
|                           | Notre pouvoir au peuple             | 67 758     | 0,58  | 0         | 1         | 1      | 1             |  |  |  |  |  |  |  |
|                           | Tamil Makkal Viduthalai Pulikal     | 67 692     | 0,58  | 1         | 0         | 1      | 1             |  |  |  |  |  |  |  |
|                           | Parti de la liberté du Sri Lanka    | 66 579     | 0,57  | 1         | 0         | 1      | 1             |  |  |  |  |  |  |  |
|                           | Parti démocratique du peuple tamoul | 61 464     | 0,53  | 2         | 0         | 2      | 1             |  |  |  |  |  |  |  |
|                           | Alliance nationale musulmane        | 55 981     | 0,48  | 1         | 0         | 1      | 1             |  |  |  |  |  |  |  |
|                           | Alliance nationale du peuple tamoul | 51 301     | 0,44  | 1         | 0         | 1      | 1             |  |  |  |  |  |  |  |
|                           | Akila Ilankai Thamil Congress       | 43 319     | 0,37  | 1         | 0         | 1      | 1             |  |  |  |  |  |  |  |
|                           | Congrès national                    | 39 272     | 0,34  | 1         | 0         | 1      | 1             |  |  |  |  |  |  |  |
|                           | Congrès musulman du Sri Lanka       | 34 428     | 0,30  | 1         | 0         | 1      | en stagnation |  |  |  |  |  |  |  |
|                           | Autres partis                       | 171 516    | 0,98  | 0         | 0         | 0      | -             |  |  |  |  |  |  |  |
|                           | Indépendants                        | 223 622    | 1,93  | 0         | 0         | 0      | en stagnation |  |  |  |  |  |  |  |
|                           |                                     |            |       |           |           |        |               |  |  |  |  |  |  |  |
| Suffrages exprimés        | Suffrages exprimés                  | 11 598 929 | 93,97 |           |           |        |               |  |  |  |  |  |  |  |
| Votes blancs et invalides | Votes blancs et invalides           | 744 373    | 6,03  |           |           |        |               |  |  |  |  |  |  |  |
| Total                     | Total                               | 12 343 302 | 100   | 196       | 29        | 225    | en stagnation |  |  |  |  |  |  |  |
| Abstentions               | Abstentions                         | 3 920 583  | 24,11 |           |           |        |               |  |  |  |  |  |  |  |
| Inscrits / participation  | Inscrits / participation            | 16 263 885 | 75,89 |           |           |        |               |  |  |  |  |  |  |  |

## Suites
Mahinda Rajapakse est de nouveau désigné Premier ministre le 9 août.